# Chalciporus
Chalciporus is een geslacht van schimmels behorend tot de familie Boletaceae. De soorten uit uit dit geslacht komen wereldwijd voor.

## Soorten
Volgens Index Fungorum bevat het geslacht 32 soorten (peildatum december 2021):
| Soortnaam                           | Auteur(s)                                        | Publicatiejaar |
| ----------------------------------- | ------------------------------------------------ | -------------- |
| Chalciporus africanus               | Degreef & De Kesel                               | 2008           |
| Chalciporus aurantiacus             | (McNabb) Pegler & T.W.K. Young                   | 1981           |
| Chalciporus austrorubinellus        | L.D. Gómez                                       | 1997           |
| Chalciporus caribaeus               | Pegler                                           | 1983           |
| Chalciporus chontae                 | Halling & M. Mata                                | 2004           |
| Chalciporus citrinoaurantius        | Ming Zhang & T.H. Li                             | 2017           |
| Chalciporus corallinus              | Pegler                                           | 1983           |
| Chalciporus griseus                 | (Heinem. & Rammeloo) Klofac & Krisai             | 2006           |
| Chalciporus hainanensis             | Ming Zhang & T.H. Li                             | 2017           |
| Chalciporus luteopurpureus          | (Beeli) Klofac & Krisai                          | 2006           |
| Chalciporus ovalisporus             | (Cleland) Grgur.                                 | 1997           |
| Chalciporus persicinus              | Pegler                                           | 1983           |
| Chalciporus phaseolisporus          | (T.H. Li, R.N. Hilton & Watling) Klofac & Krisai | 2006           |
| Chalciporus phlebopoides            | (Heinem. & Rammeloo) Klofac & Krisai             | 2006           |
| Chalciporus pierrhuguesii           | (Boud.) Bon                                      | 1985           |
| Chalciporus piperatoides            | (A.H. Sm. & Thiers) T.J. Baroni & Both           | 1991           |
| Chalciporus piperatus (Peperboleet) | (Bull.) Bataille                                 | 1908           |
| Chalciporus piperolamellatus        | L.D. Gómez                                       | 1997           |
| Chalciporus pseudopiperatus         | Klofac & Krisai-Greilhuber                       | 2020           |
| Chalciporus pseudorubinellus        | (A.H. Sm. & Thiers) L.D. Gómez                   | 1997           |
| Chalciporus pseudorubinus           | (Thirring) Pilát & Dermek                        | 1974           |
| Chalciporus radiatus                | Ming Zhang & T.H. Li                             | 2015           |
| Chalciporus rubinelloides           | G. Wu & Zhu L. Yang                              | 2016           |
| Chalciporus rubinellus              | (Peck) Singer                                    | 1973           |
| Chalciporus rubinus (Robijnboleet)  | (W.G. Sm.) Singer                                | 1973           |
| Chalciporus rubritubifer            | (Kauffman) Singer                                | 1986           |
| Chalciporus sinensis                | N.K. Zeng, Chang Xu, S. Jiang & Zhi Q. Liang     | 2021           |
| Chalciporus squarrosoides           | (Snell & E.A. Dick) L.D. Gómez                   | 1997           |
| Chalciporus subflammeus             | (Berk.) Klofac & Krisai                          | 2006           |
| Chalciporus virescens               | (Heinem.) Klofac & Krisai                        | 2006           |
| Chalciporus vulparius               | N.K. Zeng, Chang Xu & Zhi Q. Liang               | 2021           |
| Chalciporus xanthocystis            | G. Moreno                                        | 1980           |